# Mark Schierenberg
Mark Schierenberg (* 1. August 1972 in Rhede) ist ein ehemaliger deutscher Fußballspieler.

## Karriere
Schierenberg kam über die Jugendstationen SV Krechting, VfL Rhede und 1. FC Bocholt zum FC Schalke 04. Bei den Knappen schaffte er den Sprung ins Profiteam. Sein Debüt in der Bundesliga gab er in der Saison 1991/92 am 29. Spieltag beim 3:0-Heimsieg gegen den MSV Duisburg. In den folgenden Spielzeiten kam er sporadisch im Bundesligateam der Schalker zum Einsatz. 1993 nahm Schierenberg mit der Bundeswehr-Nationalmannschaft an der Militär-Weltmeisterschaft in Marokko teil und belegte den dritten Rang.
Nach einem anderthalbjährigen Gastspiel bei der SG Wattenscheid 09 kehrte er nach Schalke zurück, absolvierte noch zwei Spiele und wechselte dann zum 1. FSV Mainz 05, da er sich dort mehr Einsatzzeit versprach. Nach mehreren Verletzungen wurde er Sportinvalide und beendete seine Karriere.